# Great Sampford
 (avril 2023).
Pour les articles homonymes, voir Sampford.
Great Sampford est un village et une paroisse civile de l'Essex, en Angleterre.